# Zamárdi
Zamárdi es una ciudad del condado de Somogy, Hungría. Es conocida por sus playas en el lago Balaton y por sus festivales de música de verano, como el Strand Festival y el Balaton Sound.
El asentamiento forma parte de la región vinícola de Balatonboglár.

## Actividades
Balaton Sound: festival realizado en la localidad desde 2007. Sitio web: https://balatonsound.com/en/ . Ubicación: Lago Balaton.

## Etimología
Existen varias explicaciones sobre el origen del nombre de Zamárdi:
- Según una teoría, antes de la invasión mongola, el pueblo se llamaba Kis Szent Mártir, nombre que posteriormente cambió a Zamárdi. Sin embargo, no hay pruebas que lo confirmen.
- La parte más antigua del pueblo está en una colina, por lo que los habitantes traían agua a lomos de los burros. Por eso, el pueblo se llamó Szamárd, en honor a szamár (burro) y el sufijo -d .
- La teoría más aceptada afirma que el nombre deriva de una persona llamada Zamar o Somar. Podría haber sido el primer propietario del pueblo.[5]

## Historia
Antes de la llegada de los húngaros a finales del siglo IX y principios del siglo X, la zona estaba habitada por ávaros. En 1972, se descubrió un gran cementerio avárico en el pueblo.A Balatonboglári borvidék hegyközségi tanácsának alapszabálya (PDF)

## Personas notables
- Zoltán Kocsis, virtuoso pianista, director y compositor

## Ciudades hermanadas
Zamárdi está hermanada con:
- Malsch, Alemania
- Mošćenička Draga, Croacia
- Ustrzyki Dolne, Polonia
- Vețca, Rumanía
- Villány, Hungría